# 韓国併合ニ関スル条約
韓国併合ニ関スル条約（かんこくへいごうにかんするじょうやく、朝鮮語: 한일병합조약 / 韓日倂合條約）は、1910年（日: 明治43年 / 韓: 隆熙4年）8月22日に漢城府（現ソウル特別市）で寺内正毅・統監と李完用・総理が調印し、同年8月29日に裁可公布して発効した「韓国皇帝が大韓帝国の一切の統治権を完全かつ永久に日本国皇帝（天皇）に譲与する」等の内容を規定した条約である。
大日本帝国は、この条約に基づき大韓帝国を併合した（韓国併合を参照）。通称は「韓国併合条約」や「日韓併合条約」。韓国では「韓日併合条約（한일병합조약 / 韓日倂合條約）」と呼ばれている。
調印された条約文書、並びに明治天皇と純宗がそれぞれの国に発した勅諭は、大韓民国・ソウル大学校の奎章閣に保管・展示されている。

## 全文
条約の全文は、右infobox条文リンク『韓國併合ニ關スル條約』参照。

## 条約公布に際し大韓帝国皇帝（純宗）が公布した勅諭
勅諭 邦訳
皇帝、若（ここ）に曰く、朕否徳にして艱大なる業を承け、臨御以後今日に至るまで、維新政令に関し承図し備試し、未だ曽て至らずと雖も、由来積弱痼を成し、疲弊極処に至り、時日間に挽回の施措望み無し、中夜憂慮善後の策茫然たり。
此に任し支離益甚だしければ、終局に収拾し能わざるに底（いた）らん、寧ろ大任を人に託し完全なる方法と革新なる功効を奏せいむるに如かず。故に朕是に於いて瞿然として内に省み廊然として、自ら断じ、茲に韓国の統治権を従前より親信依り仰したる、隣国大日本皇帝陛下に譲与し、外東洋の平和を強固ならしめ、内八域の民生を保全ならしめんとす。
惟爾大小臣民は、国勢と時宜を深察し、煩擾するなく各其業に安じ、日本帝国の文明の新政に服従し、幸福を共受せよ。
朕が今日の此の挙は、爾有衆を忘れたるにあらず、専ら爾有衆を救い活かせんとする至意に出づ、爾臣民は朕の此の意を克く体せよ。
隆煕四年八月二十九日 御璽

## 条約に関する論争
世界的に「『韓国併合ニ関スル条約』は当時の国際法上、合法であった」とするのが多数派である。違法論は現在では、大韓民国（韓国）、朝鮮民主主義人民共和国（北朝鮮）以外の国では少数派である（#現代の議論参照）。

### 合法論側の主張
合法の根拠は17世紀頃からヨーロッパで創生され発展した韓国併合当時の万国公法（国際法）である。日本と韓国は正式な文書で併合条約を交わしている。国家元首による条約の署名・捺印も必ず要するものではなく、また、本条約は批准を必要とする条約とされていない。一部学者が主張する韓参政に対する個人的脅迫も、証拠に乏しく、違法論の根拠にはならない。

### 無効論側の主張
日朝修好条規にて「朝鮮國ハ自主ノ邦ニシテ日本國ト平等ノ權ヲ保有セリ」とされ、日本國と朝鮮國（李氏朝鮮）の二国間条約では自主の国と認めている。しかし、その後の日韓協約や韓国併合ニ関スル条約締結時に朝鮮國側は外務大臣の署名のみで“当時自主の国間では必要とされた批准と署名”（朝鮮國国王による）はされず、公布はいずれも日本が単独でおこなっている。

### 現代の議論
韓国政府は日韓基本条約の交渉の過程から一貫して無効論を提示しているが、条約上は「もはや無効である」との妥協的表現で決着している。学術面では岩波の「世界」誌上で日韓の学者がかつて争ったことがあったが決着がつかず、アメリカのハーバード大学のアジアセンター主催で国際学術会議、韓国併合再検討国際会議が開かれることになった。これは韓国政府傘下の国際交流財団の財政支援のもとに、韓国の学者たちの主導で準備されたものだった。韓国側の狙いとして、国際舞台で不法論を確定しようと初めから企図し、そのために国際学術会議を持ったのであり、それを以って謝罪と補償の要求の根拠にしたかったとする見方がある。
2001年にハーバード大学アジアセンター主催で開かれた韓国併合再検討国際会議において韓国併合の合法性が論議された。韓国や北朝鮮の学者は無効・違法論を展開したが、欧米の国際法学者らからは異なる見解が出された。
イギリスのケンブリッジ大学のJ・クロフォード教授（国際法）は「自分で生きていけない国について周辺の国が国際的秩序の観点からその国を取り込むということは当時よくあったことで、日韓併合条約は国際法上は不法なものではなかった」とし、また韓国側が不法論の根拠の一つにしている強制性の問題についても「強制されたから不法という議論は第一次世界大戦（1914年 - 1918年）以降のもので当時としては問題になるものではない」と反論されたほか、併合条約に国王の署名や批准がなかったことについても、国際法上必ずしも必要なものではないとする見解が英国の学者らから出された。

またこの会議では、朝鮮学会の原田環から、併合条約に先立ち日本が外交権を掌握し韓国を保護国にした日韓保護条約（1905年）について、皇帝（国王）の日記など韓国側資料の「日省録」や「承政院日記」などを分析し、高宗皇帝は日韓保護条約に賛成しており、批判的だった大臣たちの意見を却下していたとする見解を新たに紹介している。

## 日韓基本条約による「無効確認」
韓国併合ニ関スル条約は、1965年（昭和40年）に締結された日本国と大韓民国との間の基本関係に関する条約（日韓基本条約）第2条で、日韓議定書・
第一次日韓協約・第二次日韓協約・第三次日韓協約と共に「もはや無効であることが確認される」と規定されている。